# Грасслендс (національний парк)
 Національний парк «Грасслендс» (англ. Grasslands National Park, фр. Parc national du Canada des Prairies) — національний парк Канади, заснований у 1981 році в провінції Саскачеван. (Назва від англ. grasslands — «степи».) Парк 907 км² площею, межує на півдні зі штатом Монтана, США і складається зі східного і західного блоків.
У парку водяться лучні собачки, вилороги, центроцеркуси (англ. sage grouse), сичі американські (англ. burrowing owl, лат. Athene cunicularia), і канюки королівські (англ. ferruginous hawk, лат. Buteo regalis).
У 2006 до парку, із Елк-Айленду, був завезений рівнинний бізон (англ. plains bison), підвид американських бізонів.
У 1874 географ Джордж Мерсер Доусон (англ. George Mercer Dawson), знайшов у парку перші Канадські кісти динозаврів.
У 1877 у парку переховувався загін Сидячого Бика.

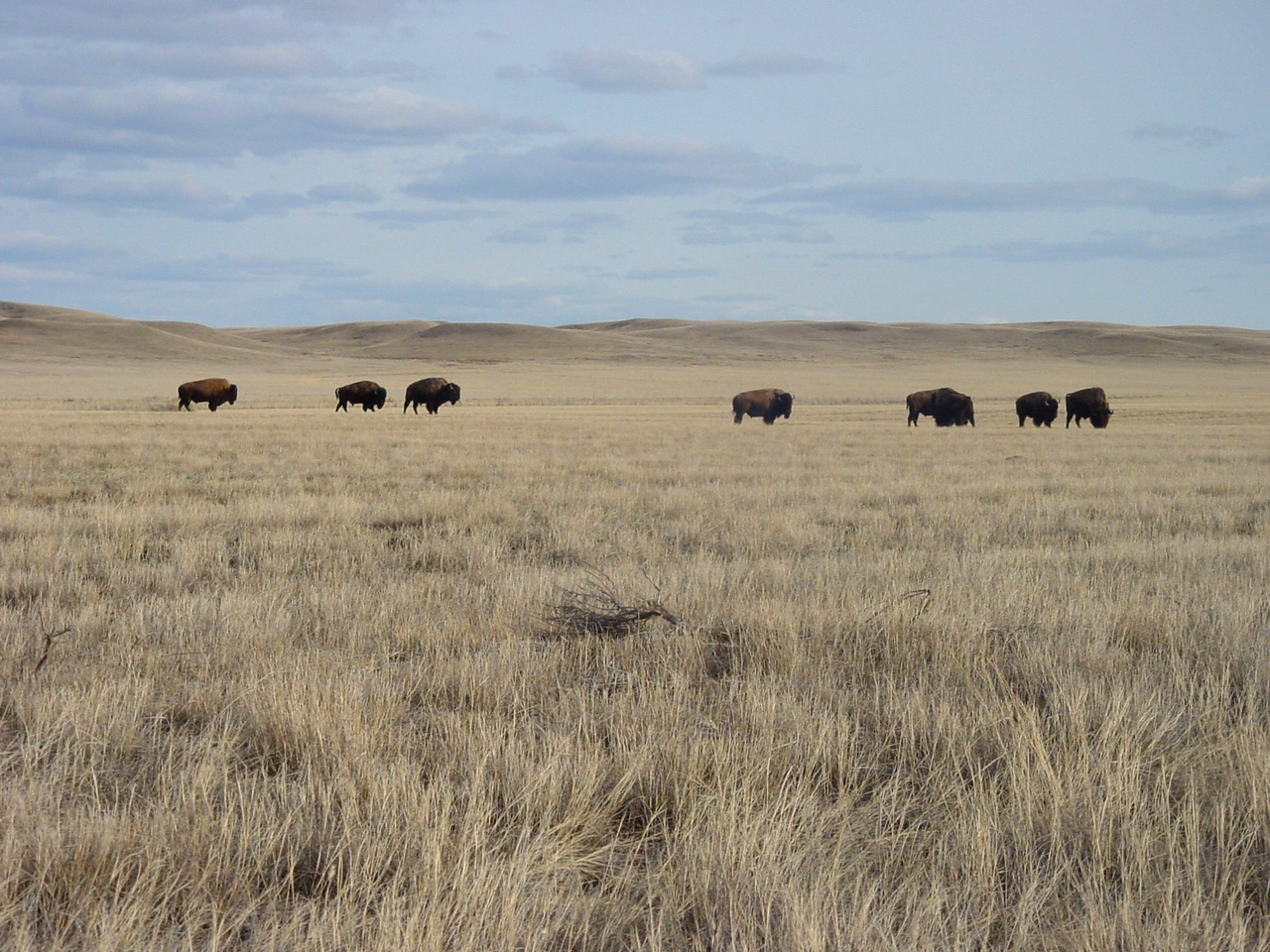
Бізони у Парку